# São Domingos de Pombal
São Domingos de Pombal este un oraș în Paraíba (PB), Brazilia.